# Col de Rabou
El col de Rabou, que culmina a una altitud de 1888 m, es un puerto de montaña situado en el macizo de Dévoluy, en los Altos Alpes. Debe su nombre al pueblo del mismo nombre, ubicado a unos diez kilómetros al sur del puerto. Se encuentra en el punto de encuentro de los municipios de Rabou, Dévoluy (antiguo municipio de Saint-Étienne-en-Dévoluy) y Gap (antiguo municipio de Chaudun ).
El col de Rabou separa el valle superior de Petit Buech, al sur, del valle de Souloise, al norte, y por lo tanto pertenece a la línea divisoria entre la cuenca del Durance y la del Isère, los dos afluentes del Ródano.
No hay ninguna carretera que atraviese el col. Se puede llegar a pie desde Saint-Étienne-en-Dévoluy (fácil) y desde Rabou (largo) siguiendo el sendero de largo recorrido GR 94. Ofrece un hermoso panorama en la ladera sudeste del Pic de Bure, así como en el valle de Saint-Étienne-en-Dévoluy al noroeste.
Los transmisores de televisión, radio y telefonía móvil se encuentran en el col.

## Toponimia

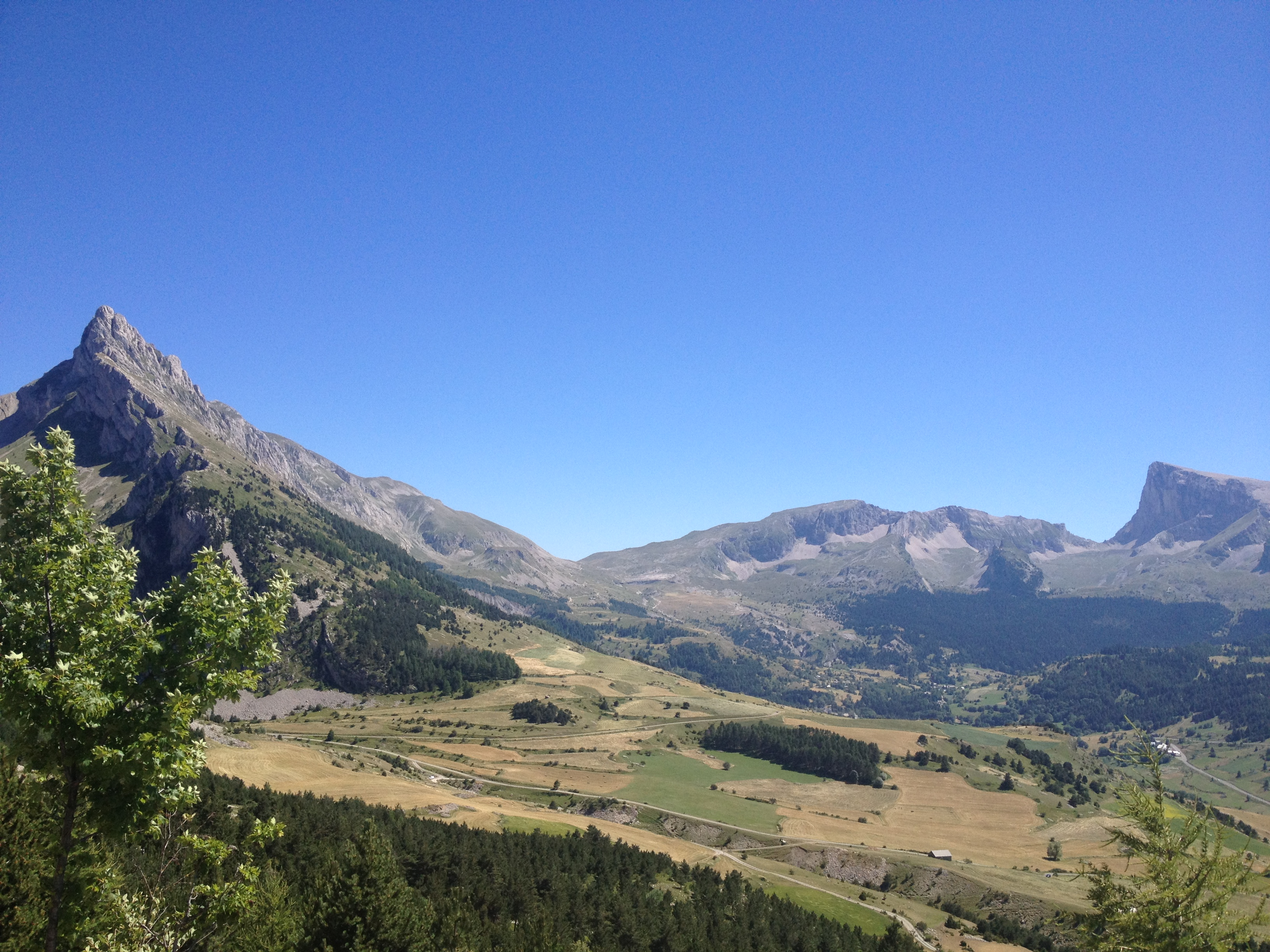
Vista panorámica de la parte este de Dévoluy: a la izquierda las crestas de Truziaud, en el centro el col de Rabou y a la derecha el pico de Bure.

Del patois rabou, "áspero, desigual ". Rab es una raíz toponímica probablemente preindoeuropea que tiene el significado de "altura/roca".